# Castillo de la Peña (Ardales)
El castillo de la Peña, también llamado castillo de Ardales, es una fortificación situada en el casco urbano de la localidad malagueña de Ardales, España. Cuenta con la protección de la Declaración genérica del Decreto de 22 de abril de 1949, y la Ley 16/1985 sobre el Patrimonio Histórico Español.

## Descripción
Situado sobre un promontorio rocoso a 496 metros de altitud, domina el núcleo de población asentado a sus pies y la ancha llanura que se extiende en dirección a la sierra de Peñarrubia y que constituye una de las entradas naturales hacia Málaga. Tiene comunicación visual con la torre almenara de la sierra de Peñarrubia y el castillo de Turón.
Conserva un doble recinto perfectamente definido. El primero de ellos en la parte superior, sostenido por dos grandes contrafuertes al sur, tiene forma rectangular y en su interior quedan restos de los habitáculos que existieron. El segundo bordea el contorno de la mesa rocosa adaptándose a las irregularidades del terreno, posee forma casi espiral. Ambos recintos son de mampuestos. Han desaparecido los elementos que formaban la única entrada a la fortaleza, así como la mayoría de las estructuras pertenecientes a las estancias del recinto principal. Algunos paños de muros se han desprendido sobre las viviendas próximas.
Se pueden observar claramente dos etapas de construcción, una primera en la que los ángulos de torres y muros están formados por sillares rectangulares perfectamente tallados, una segunda en la que las terminaciones angulares están compuestas por verdugadas de ladrillo y mampostería de piedras irregulares.
En total se conservan nueve torres, cuadradas y de escaso saliente, que rodean el perímetro de la peña, aunque es probable que otras hayan desaparecido. Una de ellas, quizás la del homenaje, cierra el recinto superior por el noroeste. De la construcción original de época emiral no quedan restos visibles, pues los actuales lienzos y torres del castillo responden a dos momentos constructivos distintos, pero de época nazarí o cristiana. Se trata de muros de mampostería, unos con las esquinas reforzadas con sillares rectangulares y otros compuestos por verdugadas de ladrillos y mampostería.
En el castillo se ubica el Museo de la Historia.

## Historia
La peña en la que se encuentra enclavado el castillo muestra una secuencia histórico-cultural, resumen de la historia secular de la villa de Ardales, abarcando desde el Calcolítico hasta la Edad Moderna. Historiográficamente, la primera noticia sobre el enclave figura en la crónica de Ibn al-Quttiyya Ta"ri Iftah al-Andalus, donde se relata el encastillamiento en el lugar de al-Tatubi en el año 883, quien previamente había fortificado Bobastro como representante del estado cordobés. Por lo tanto, la primera construcción de un hisn se debe directamente a Ibn Hafsun. Más tarde, en época nazarí, el castillo figura como tal en varias crónicas. A este período debe corresponder buena parte de la alcazaba interior, así como el reforzamiento de la fábrica exterior de mampuestos.